# Josef Král
Josef Král (Dvůr Králové nad Labem, 15 de junho de 1990) é um automobilista tcheco.
Disputou a Fórmula BMW britânica em 2006 e 2007. Integrou a equipe A1 Team República Checa em 2008. 
Estreou em 2010 na GP2 Series concluindo em 24º lugar. Sofreu um forte acidente na segunda bateria da etapa de Valência, numa tentativa de ultrapassagem em Rodolfo González.  Após meses de recuperação, conseguiu correr a última etapa em Yas Marina. 